# Marie de Bytom
Marie de Bytom (en polonais : Maria bytomska, en hongrois : Piast Mária) née avant 1295 et morte à le 15 décembre 1317 à Temesvár (aujourd'hui Timişoara), alors dans le royaume de Hongrie, est une reine de Hongrie par son mariage avec Charles Robert de Hongrie.
Marie est la troisième enfant et la seule fille du duc Casimir de Bytom et de son épouse Helena, dont l'origine est inconnue, bien que l'historiographie postérieure tend à la considérer comme une fille de Léon Ier de Galicie, issu de la dynastie des Rurikides.
Elle fut la première ou la seconde épouse du roi Charles Ier Robert d'Anjou, roi de Hongrie. Leur union resta stérile, bien que d'anciens récits prétendent qu'ils eurent deux filles. On connait peu de chose de l'activité de Marie comme reine de Hongrie. Son union avec Charles Ier Robert consolidait l'alliance polono-hongroise dirigée contre le royaume de Bohême, et permit d'établir des relations étroites au XIVe siècle entre le royaume de Hongrie et la Pologne, comme en témoignent les carrières ecclésiastiques en Hongrie des deux frères de Marie, Bolesław et Mieszko, et le 4e mariage postérieur de Charles Ier Robert avec Élisabeth de Pologne. Elle fut inhumée dans l'église Notre-Dame de Székesfehérvár.